# Fucheng, Luoding
Fucheng (kinesiska: 附城) är ett stadsdelsdistrikt i sydöstra Kina. Det ligger i Luoding i staden Yunfu i provinsen Guangdong, omkring 180 kilometer väster om provinshuvudstaden Guangzhou. Antalet invånare är 52 001. Befolkningen består av 26 201 kvinnor och 25 800 män. Barn under 15 år utgör 24,0 %, vuxna 15-64 år 67 %, och äldre över 65 år 8,0 %.